# Proso
Proso (lat. Panicum), rod jednogodišnjeg raslinja i trajnica iz porodice trava (Poaceae) kojemu pripada preko 270 vrsta. Raširene su u tropskom području, odakle se nekoliko vrsta širi na sjever u umjereni pojas. Narastu od nekoliko desetaka centimetara do tri metra visine. Cvat je u obliku metlice koje su često duge do 60 cm u kojima se nalaze brojne sjemenke dužine 1-6mm.
Kao žitarica poznata je nekoliko tisuća godina. U sjeverozapadnoj Kini pronađena je zdjelica s rezancima od prosa, a poznavali su je i stari Gali i Rimljani. Proso je često bio hrana sirotinje, dok se u sadašnje vrijeme koristi sve više zato što ne sadrži gluten.
U Hrvatskoj rastu tri vrste prosa, to su Panicum capillare ili vlasasto proso, Račvasto proso (Panicum dichotomiflorum), obično proso Panicum miliaceum. Četvrta vrsta koja se spominje, Panicum riparium, sinonim je za P. capillare.
Prosu dolazi ime po riječi panis u značenju kruh, i to po imenu biljke koja se više ne smatra predstavnikom ovog roda, to je Setaria italica (sin. Panicum italicum), koja pripada rodu  
muhar (Setaria).

## Vrste
1. Panicum acrotrichum Hook.fil.
2. Panicum aequinerve Nees
3. Panicum afzelii Sw.
4. Panicum alatum Zuloaga & Morrone
5. Panicum aldabrense Renvoize
6. Panicum altum Hitchc. & Chase
7. Panicum amarum Elliott
8. Panicum ambositrense A.Camus
9. Panicum ambougense A.Camus
10. Panicum amoenum Balansa
11. Panicum anabaptistum Steud.
12. Panicum andringitrense A.Camus
13. Panicum ankarense A.Camus
14. Panicum aquarum Zuloaga & Morrone
15. Panicum aquaticum Poir.
16. Panicum arbusculum Mez
17. Panicum arcurameum Stapf
18. Panicum assumptionis Stapf
19. Panicum atrosanguineum Hochst. ex A.Rich.
20. Panicum aztecanum Zuloaga & Morrone
21. Panicum bambusiculme Friis & Vollesen
22. Panicum bambusiusculum Stapf
23. Panicum barbipulvinatum Nash
24. Panicum bartlettii Swallen
25. Panicum bechuanense Bremek. & Oberm.
26. Panicum beecheyi Hook. & Arn.
27. Panicum bergii Arechav.
28. Panicum bicuspidatum A.Camus
29. Panicum bisulcatum Thunb.
30. Panicum bombycinum B.K.Simon
31. Panicum brevifolium L.
32. Panicum buncei F.Muell. ex Benth.
33. Panicum calcicola A.Camus
34. Panicum callosum Hochst. ex A.Rich.
35. Panicum calocarpum Berhaut
36. Panicum calvum Stapf
37. Panicum campestre Nees ex Trin.
38. Panicum capillare L.
39. Panicum capillarioides Vasey
40. Panicum capuronii A.Camus
41. Panicum carneovaginatum Renvoize
42. Panicum caudiglume Hack.
43. Panicum cayennense Lam.
44. Panicum cervicatum Chase
45. Panicum chambeshii Renvoize
46. Panicum chasei Roseng.
47. Panicum chillagoanum B.K.Simon
48. Panicum chionachne Mez
49. Panicum chloroleucum Griseb.
50. Panicum cinctum Hack.
51. Panicum coloratum L.
52. Panicum comorense Mez
53. Panicum complanatum Guglieri, Longhi-Wagner & Zuloaga
54. Panicum congoense Franch.
55. Panicum costatispiculum Ohwi
56. Panicum crassum Chase
57. Panicum crystallinum Judz. & Voronts.
58. Panicum cupressifolium A.Camus
59. Panicum curviflorum Hornem.
60. Panicum danguyi A.Camus
61. Panicum deccanense Naik & Patunkar
62. Panicum deciduum Swallen
63. Panicum decolorans Kunth
64. Panicum decompositum R.Br.
65. Panicum delicatulum Fig. & De Not.
66. Panicum dewinteri J.G.Anderson
67. Panicum dichotomiflorum Michx.
68. Panicum diffusum Sw.
69. Panicum dolichoadenotrichum A.Camus
70. Panicum dorsense S.M.Phillips
71. Panicum dregeanum Nees
72. Panicum effusum R.Br.
73. Panicum eickii Mez
74. Panicum ephemeroides Zuloaga & Morrone
75. Panicum ephemerum Renvoize
76. Panicum exiguum Mez
77. Panicum fasciculiforme Mez
78. Panicum fauriei Hitchc.
79. Panicum fischeri Bor
80. Panicum flacourtii A.Camus
81. Panicum flexile (Gatt.) Scribn.
82. Panicum flexuosum Retz.
83. Panicum fluviicola Steud.
84. Panicum fontanale Swallen
85. Panicum furvum Swallen
86. Panicum garadei Sundararagh. & Karthik.
87. Panicum gardneri Thwaites
88. Panicum genuflexum Stapf
89. Panicum ghiesbreghtii E.Fourn. ex Hemsl.
90. Panicum gilvum Launert
91. Panicum glabripes Döll
92. Panicum glanduliferum K.Schum.
93. Panicum glandulopaniculatum Renvoize
94. Panicum gouinii E.Fourn.
95. Panicum goyazense Mez
96. Panicum graciliflorum Rendle
97. Panicum grandiflorum Stapf
98. Panicum griffonii Franch.
99. Panicum haenkeanum J.Presl
100. Panicum hallii Vasey
101. Panicum hanningtonii Stapf
102. Panicum haplocaulos Pilg.
103. Panicum harmandii (A.Camus) Stieber
104. Panicum havardii Vasey
105. Panicum hayatae A.Camus
106. Panicum hemitomon Schult.
107. Panicum hillmanii Chase
108. Panicum hippothrix K.Schum. ex Engl.
109. Panicum hirsutum Sw.
110. Panicum hirticaule J.Presl
111. Panicum hirtiglume H.Scholz
112. Panicum hirtum Lam.
113. Panicum hispidifolium Swallen
114. Panicum hochstetteri Steud.
115. Panicum homblei Robyns
116. Panicum hubbardii (A.Camus) Renvoize
117. Panicum humbertii A.Camus
118. Panicum humidorum Buch.-Ham.
119. Panicum hygrocharis Steud.
120. Panicum ibitense A.Camus
121. Panicum ikopense A.Camus
122. Panicum impeditum Launert
123. Panicum inaequilatum Stapf & C.E.Hubb.
124. Panicum incisum Munro ex C.B.Clarke
125. Panicum incomptum F.Muell.
126. Panicum incomtum Trin.
127. Panicum inconspicuum Voronts.
128. Panicum issongense Pilg.
129. Panicum johnii S.M.Almeida
130. Panicum joshuae Lambdon
131. Panicum juniperinum Nees
132. Panicum kalaharense Mez
133. Panicum kasumense Renvoize
134. Panicum kerrii C.E.Hubb.
135. Panicum khasianum Munro ex Hook.fil.
136. Panicum konaense Whitney & Hosaka
137. Panicum kuhlmannii Swallen
138. Panicum lachnophyllum Benth.
139. Panicum lacustre Hitchc. & Ekman
140. Panicum laevinode Lindl.
141. Panicum lanipes Mez
142. Panicum larcomianum Hughes
143. Panicum laticomum Nees
144. Panicum latzii R.D.Webster
145. Panicum leprosulum Mez
146. Panicum ligulare Nees ex Trin.
147. Panicum lineale H.St.John
148. Panicum longiloreum M.M.Rahman
149. Panicum longissimum (Mez) Henrard
150. Panicum longivaginatum H.St.John
151. Panicum luridum Hack. ex Scott Elliot
152. Panicum luzonense J.Presl & C.Presl
153. Panicum madipirense Mez
154. Panicum magnispicula Zuloaga, Morrone & Valls
155. Panicum mahafalense A.Camus
156. Panicum mananarense A.Camus
157. Panicum mandrarense A.Camus
158. Panicum manongarivense A.Camus
159. Panicum mapalense Pilg.
160. Panicum massaiense Stapf
161. Panicum maximilianii Schrad. ex Schult.
162. Panicum merkeri Mez
163. Panicum miliaceum L.
164. Panicum millegrana Poir.
165. Panicum mindanaense Merr.
166. Panicum mitchellii Benth.
167. Panicum mitopus K.Schum.
168. Panicum mlahiense Renvoize
169. Panicum mohavense Reeder
170. Panicum monticola Hook.fil.
171. Panicum morombense A.Camus
172. Panicum mucronulatum Mez
173. Panicum muscicola A.Camus
174. Panicum mystasipum Zuloaga & Morrone
175. Panicum nehruense Jauhar & Joshi
176. Panicum neobathiei A.Camus
177. Panicum neohumbertii A.Camus
178. Panicum nephelophilum Gaudich.
179. Panicum nigerense Hitchc.
180. Panicum niihauense H.St.John
181. Panicum notatum Retz.
182. Panicum novemnerve Stapf
183. Panicum nudiflorum Renvoize
184. Panicum nymphoides Renvoize
185. Panicum oblongispiculum Ohwi
186. Panicum obseptum Trin. ex Nees
187. Panicum oligoadenotrichum A.Camus
188. Panicum olyroides Kunth
189. Panicum omega Renvoize
190. Panicum ononbiense Balansa
191. Panicum paianum Naik & Patunkar
192. Panicum palackyanum A.Camus
193. Panicum palauense Ohwi
194. Panicum pansum Rendle
195. Panicum parapaurochaetium A.Camus
196. Panicum paucinode Stapf
197. Panicum pedersenii Zuloaga
198. Panicum peladoense Henrard
199. Panicum pellitum Trin.
200. Panicum perangustatum Renvoize
201. Panicum perrieri A.Camus
202. Panicum philadelphicum Bernh. ex Trin.
203. Panicum phippsii Renvoize
204. Panicum phoiniclados Naik & Patunkar
205. Panicum phragmitoides Stapf
206. Panicum pilgeri Mez
207. Panicum pilgerianum (Schweick.) Clayton
208. Panicum pinifolium Chiov.
209. Panicum pleianthum Peter
210. Panicum plenum Hitchc. & Chase
211. Panicum poioides Stapf
212. Panicum porphyrrhizos Steud.
213. Panicum pseudoracemosum Renvoize
214. Panicum pseudovoeltzkowii A.Camus
215. Panicum pusillum Hook.fil.
216. Panicum pygmaeum R.Br.
217. Panicum quadriglume (Döll) Hitchc.
218. Panicum queenslandicum Domin
219. Panicum racemosum (P.Beauv.) Spreng.
220. Panicum ramosius Hitchc.
221. Panicum repens L.
222. Panicum rigidum Balf.
223. Panicum robustum B.K.Simon
224. Panicum robynsii A.Camus
225. Panicum rostellatum Trin.
226. Panicum rudgei Roem. & Schult.
227. Panicum rupestre Trin.
228. Panicum ruspolii Chiov.
229. Panicum sancta-luciense Fish
230. Panicum sarmentosum Roxb.
231. Panicum schinzii Hack. ex Schinz
232. Panicum sellowii Nees
233. Panicum seminudum Domin
234. Panicum semirugosum Nees
235. Panicum semitectum Swallen
236. Panicum shinyangense Renvoize
237. Panicum silvestre Fish
238. Panicum simulans Smook
239. Panicum smithii M.M.Rahman
240. Panicum socotranum Cope
241. Panicum sparsicomum Nees ex Steud.
242. Panicum spergulifolium A.Camus
243. Panicum spongiosum Stapf
244. Panicum stapfianum Fourc.
245. Panicum subalbidum Kunth
246. Panicum subflabellatum Stapf
247. Panicum subhystrix A.Camus
248. Panicum sublaeve Swallen
249. Panicum subtilissimum Renvoize
250. Panicum sumatrense Roth ex Roem. & Schult.
251. Panicum taiwanense S.S.Ying
252. Panicum tamaulipense F.R.Waller & Morden
253. Panicum tenuifolium Hook. & Arn.
254. Panicum torridum Gaudich.
255. Panicum trachyrhachis Benth.
256. Panicum trichanthum Nees
257. Panicum trichocladum Hack. ex K.Schum.
258. Panicum trichoides Sw.
259. Panicum tricholaenoides Steud.
260. Panicum trichonode Launert & Renvoize
261. Panicum tsaratananense A.Camus
262. Panicum turgidum Forssk.
263. Panicum urvilleanum (Herter) Kunth
264. Panicum vaseyanum Scribn. ex Beal
265. Panicum vatovae Chiov.apud Chiarugi
266. Panicum venezuelae Hack.
267. Panicum virgatum L.
268. Panicum voeltzkowii Mez
269. Panicum vohitrense A.Camus
270. Panicum vollesenii Renvoize
271. Panicum volutans J.G.Anderson
272. Panicum walense Mez
273. Panicum wiehei Renvoize
274. Panicum xerophilum (Hillebr.) Hitchc.
275. Panicum zambesiense Renvoize